# Dimitris Anastasakis
Dimitris Anastasakis (Δημήτρης Αναστασάκης) – grecki kulturysta, okazjonalnie model podchodzący z Aten.
8 czerwca 1996 roku w Stuttgarcie zwyciężył w zawodach NABBA World Championships w kategorii juniorzy. Jest gejem. Obecnie pracuje jako trener.

## Osiągi
- 1996:
  - World Championships – NABBA, Junior – I m-ce
- 2005:
  - World Championships – NAC, Medium – IV m-ce